# Charles Fouqueray

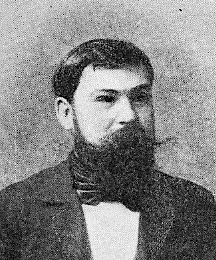
Charles Fouqueray

Charles Fouqueray, eigentlich Charles Dominique Fouqueray, (* 23. April 1869 in Le Mans, Département Sarthe; † 28. März 1956) war ein französischer Maler.

## Leben
Fouqeray entstammte einer alten Offiziersfamilie; sein Vater war Marineoffizier. Seine künstlerische Ausbildung erhielt er an der École des Beaux-Arts in Paris, u. a. durch Alexandre Cabanel und Fernand Cormon. Unterstützt und gefördert durch seine Lehrer konnte er bereits 1888 am Salon des artistes français mit Erfolg teilnehmen.
1908 berief man Fouqueray zum Peintre Officiel de la Marine (Offizieller Maler der Marine).

## Zitat
„La première chose que l’on remarque lorsque l’on étudie les travaux de Charles Fouqueray, c’est la place qu’il donne à ses personnages“

## Ehrungen
- 1909 Prix Rosa Bonheur
- 1914 Prix d’Indochine
- 1947 Mitglied der Académie des Beaux-Arts

## Werke (Auswahl)
- Saal im Rathaus von Niort, Département Deux-Sèvres
- Foyer des Hôtel de l’Empereur d’Amann in Paris, 16. Arrondissement
- Öffentlicher Saal in Montreuil, Département Seine-Saint-Denis